# ستافورد كاسيل
ستافورد كاسيل (بالإنجليزية: Stafford Cassell)‏ هو مدير أكاديمي أمريكي، ولد في 8 فبراير 1909، وتوفي في 16 أبريل 1966.